# 蜂の寓話

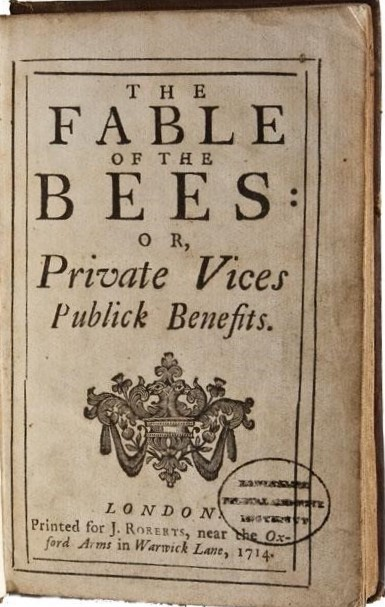
1714年版『蜂の寓話』の標題紙。

『蜂の寓話』（はちのぐうわ、The Fable of the Bees、1714年）は、アングロ・オランダの社会哲学者バーナード・デ・マンデヴィルによる著作。
後世にフランシス・ハッチソン、デイヴィッド・ヒューム、アダム・スミスのようなスコットランド啓蒙主義の思想家に影響を与えた。

## 主な訳書
- 『蜂の寓話　私悪すなわち公益』泉谷治訳、叢書ウニベルシタス・法政大学出版局、新装版2015年
- 『続・蜂の寓話　私悪すなわち公益』泉谷治訳、叢書ウニベルシタス・法政大学出版局、新装版2015年
- 『新訳 蜂の寓話　私悪は公益なり』鈴木信雄訳、日本経済評論社、2019年。ISBN 978-4-8188-2548-2